# Илия Груев
Илия Христов Груев е бивш български футболист, полузащитник, национален състезател. Като състезател е играл в Левски, Славия, Локомотив (София), Монтана, Нефтохимик, немските Дуисбург и Рот Вайс Ерфурт и турския Алтай.

## Биография
Роден на 30 октомври 1969 година в София.

## Кариера

### Кариера като футболист
Активната си спортна кариера прекарва в първенствата на България, Турция и Германия, като играе за Локомотив София, Левски, Нефтохимик и Монтана в България, след което последват два сезона в Турция с екипа на Алтай, а след 2000 г. се премества в Германия, където за 6 години играе за Дуисбург, Юрдинген и Рот Вайс Ерфурт.

### Кариера като треньор
От 1 юли 2006 г. до началото на 2009 г. работи в ДЮШ на Рот Вайс Ерфурт.
От началото на януари 2009 година Илия Груев е част от треньорския щаб на Красимир Балъков в Черноморец Бургас, където старши треньор е Красимир Балъков.
В края на 2010 година влиза в треньорския щаб на Лотар Матеус начело на националния отбор на България.
След като германецът е освободен от поста на национален селекционер, Груев се завръща в Германия, където е помощник в тимовете на Дуисбург и Кайзерслаутерн. От края на 2015 г. до началото на 2018 г. е старши треньор на тима на Дуисбург.

## Семейство
Илия Груев има син – Илия Груев-младши. Той също е футболист (дефанзивен полузащитник) играещ в английския Лийдс Юнайтед и е част от националния отбор на България.

## Успехи
- Вицешампион с Нефтохимик – 1997 г.
- Носител на Купата на ПФЛ с Нефтохимик – 1996; 1997 г.

Купа на България-1991 г. с Левски